# 東京直結鉄道
東京直結鉄道（とうきょうちょっけつてつどう）は、東京都市計画都市高速鉄道第8号線（現在の東京地下鉄有楽町線など）の延伸構想区間における呼称である。
「東京直結鉄道」という名称は千葉県野田市や埼玉県吉川市などから「東京に直結する鉄道」の意であり、主に沿線自治体から「東京直結鉄道」と呼ばれているが、東京8号線延伸構想線の正式な名称ではない。主に東京8号線延伸構想線の埼玉県内・千葉県内・茨城県内の区間を指す。
本記事では、8号線のほか、一部重複する11号線（東京地下鉄半蔵門線）の延伸構想についても触れる。

## 概要
東京都江東区の豊洲駅より、以下のルートで検討されている。「…」は構想路線、「=」は既設路線、「-」は計画路線。
- 豊洲駅 - 東陽町駅 - 住吉駅 = 押上駅 - 四つ木（四ツ木駅北方付近） - 亀有駅…八潮駅…越谷レイクタウン駅…野田市駅（…坂東＜岩井中央＞駅（坂東市）…下妻駅）

2000年（平成12年）に出された運輸政策審議会答申第18号にて、8号線豊洲駅 - 住吉駅および押上駅 - 野田市駅間は「目標年次（2015年）までに整備着手することが適当である路線」(A2) として答申路線のなかに盛り込まれているものの、同答申には「今後開業する常磐新線（首都圏新都市鉄道つくばエクスプレス）の投資効果を減殺しないよう留意して着工区間、時期等を決定する」としていた。
その後、後述の通り豊洲 - 住吉間については整備が決定し、工事に着手している。また押上 - 亀有間は、『東京地下鉄道副都心線建設史』（東京地下鉄、2009年）で計画ルートの示された地図が確認できるが、都市計画決定は行われていない。亀有 - 野田市間には具体的なルート計画がなく、八潮駅 - 野田市駅間を先行開業して7駅新設する構想も存在する。
2016年（平成28年）に出された交通政策審議会答申第198号では、引き続きプロジェクトの一つとして「押上駅 - 野田市駅」間が挙げられている。建設費は押上 - 野田市間で約5,800億円と試算されている。

### 埼玉県・千葉県・茨城県の自治体による構想・延伸要望
郊外地域では、埼玉県内や千葉県内の沿線自治体、とりわけつくばエクスプレス線の直接の恩恵が薄く、東京へ直通する列車も存在しない野田市がこの構想を実現させようと熱望しているが、上記のような制限もあるため、野田市などの沿線自治体は独自に「8号線を八潮駅からつくばエクスプレス線と直通運転する案」「北綾瀬駅から千代田線と直通運転する案」などを出し、何とか誘致しようとしている。
しかし、現段階では建設主体さえ具体化していない。東京地下鉄（東京メトロ）は将来の株式上場を控え、有利子負債を圧縮したい意向から、建設距離に対して乗客数が少ない郊外部での新規路線の建設には消極的であり、仮に建設するのであれば埼玉高速鉄道のような第三セクター方式や上下分離方式の採用が必要であると言われており、地元の相当な費用負担は避けられない。
また、合併前から鉄道が無い茨城県坂東市には、野田市などの構想にさらに相乗りする形で、8号線をさらに利根川を越えて、岩井地区（旧・岩井市）まで延伸させようという構想もあり、岩井市時代から「地下鉄8号線誘致促進協議会」という会が存在している。また、坂東市からさらにつくば市まで延伸させる構想もある。このほか、坂東市を含む県西地域では下妻市方面への延伸を求める協議会が設立されている。ただし、いずれの案にしても、茨城県内に入ると石岡市にある気象庁地磁気観測所の半径30km圏内に入り、通常の直流電化ができないため、交流電化もしくは特殊な方式（内房線で採用された直直デッドセクション方式）での直流電化が必要となる。

### 豊洲駅 - 住吉駅間
江東区内の豊洲駅 - 住吉駅間（約5.2 km）は、この区間の地下鉄実現を江東区が区の長期計画において重点プロジェクトの一つとして位置づけている。2019年（令和元年）現在、江東区内に限っては、鉄道による南北の移動は都営地下鉄大江戸線の森下駅 - 門前仲町駅間のみで、隣接する江戸川区を含めても、南北に移動できる鉄道が他にない。江東区は延伸促進シンポジウムを開催するなど積極的に計画を進めようとしている。中央区の築地市場を豊洲に移転する際の受け入れ条件にもなっている。
2007年（平成19年）には、江東区が独自に豊洲 - 住吉間の調査を開始した。その後、2013年（平成25年）に「東京8号線（豊洲〜住吉間）事業化検討委員会」が発表した調査概要にて、具体的なルートなどの計画が明らかとなった。この調査概要では、施設は江東区などが出資する第三セクターが保有し、列車の運行は東京地下鉄が行う（いわゆる上下分離方式）とされていた。この概要では2015年度に着工し、2025年度の開業を目標としており、2020年東京オリンピックの招致成功を受け、前倒しする可能性もあると担当者が語っていたが、予定の2015年度になっても着工されていなかった。
2015年（平成27年）3月、東京都は当区間を含む5路線を整備効果が高い路線とし、2015年度の運輸政策審議会答申に向けた都の見解を取りまとめる方針であると発表され、同年7月、まとめに中間報告の通り、東京8号線延伸（豊洲〜住吉間）について「整備について優先して検討すべき路線」として挙げられた5路線のうちの1つとされた。また、2019年には国土交通省が調査結果を公表し、この区間を「事業性が高い路線」と位置付けた。ただし、東京メトロは当区間を含め新規路線の建設に関して、完全民営化を目指していることを念頭に、経営の健全性を崩さないような助成スキームや財源の確保が前提との消極的姿勢を示していた。
こうした状況を踏まえ、2021年には国土交通省が交通政策審議会鉄道部会内に設けた「東京圏における今後の地下鉄ネットワークのあり方等に関する小委員会」において本計画に触れており、2021年7月8日行われた第5回小委員会と、同年7月15日に示された「東京圏における今後の地下鉄ネットワークのあり方等について」答申において、東京地下鉄が主体となって整備を進めるのが適切だとする素案を示すとともに、国や東京都が建設費を補助する方向性を示した。国土交通省は2022年度（令和4年度）当初予算案に都市鉄道整備事業費補助（地下高速鉄道）において「東京8号線（有楽町線）の延伸整備」として、都心部・品川地下鉄（白金高輪駅 - 品川駅）の整備と共に事業予算を計上、環境基準評価に着手することになった。
なお、一部報道では駅名の一部を取って「豊住線」と表記しているものがあるが、2021年時点で正式な路線名称は確定しておらず、国の答申等資料においても「東京8号線（有楽町線）の延伸（豊洲〜住吉）」という形で示されている。
2022年3月28日に東京メトロは国土交通大臣から当区間について第一種鉄道事業許可を取得した。中間駅として、豊洲駅から順に「枝川」「東陽町」「千石」の3駅（いずれも仮称）の設置が予定されている。
2024年11月5日に工事が開始。同日工事の詳細が公表され、開業時期は2030年代半ばとしている。

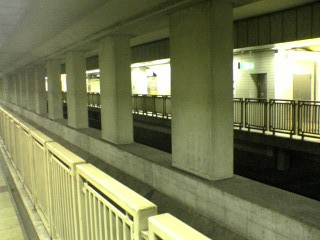
有楽町線 豊洲駅ホーム中央部分。開業当初は線路が敷設されていなかった（現況については駅項目を参照）。
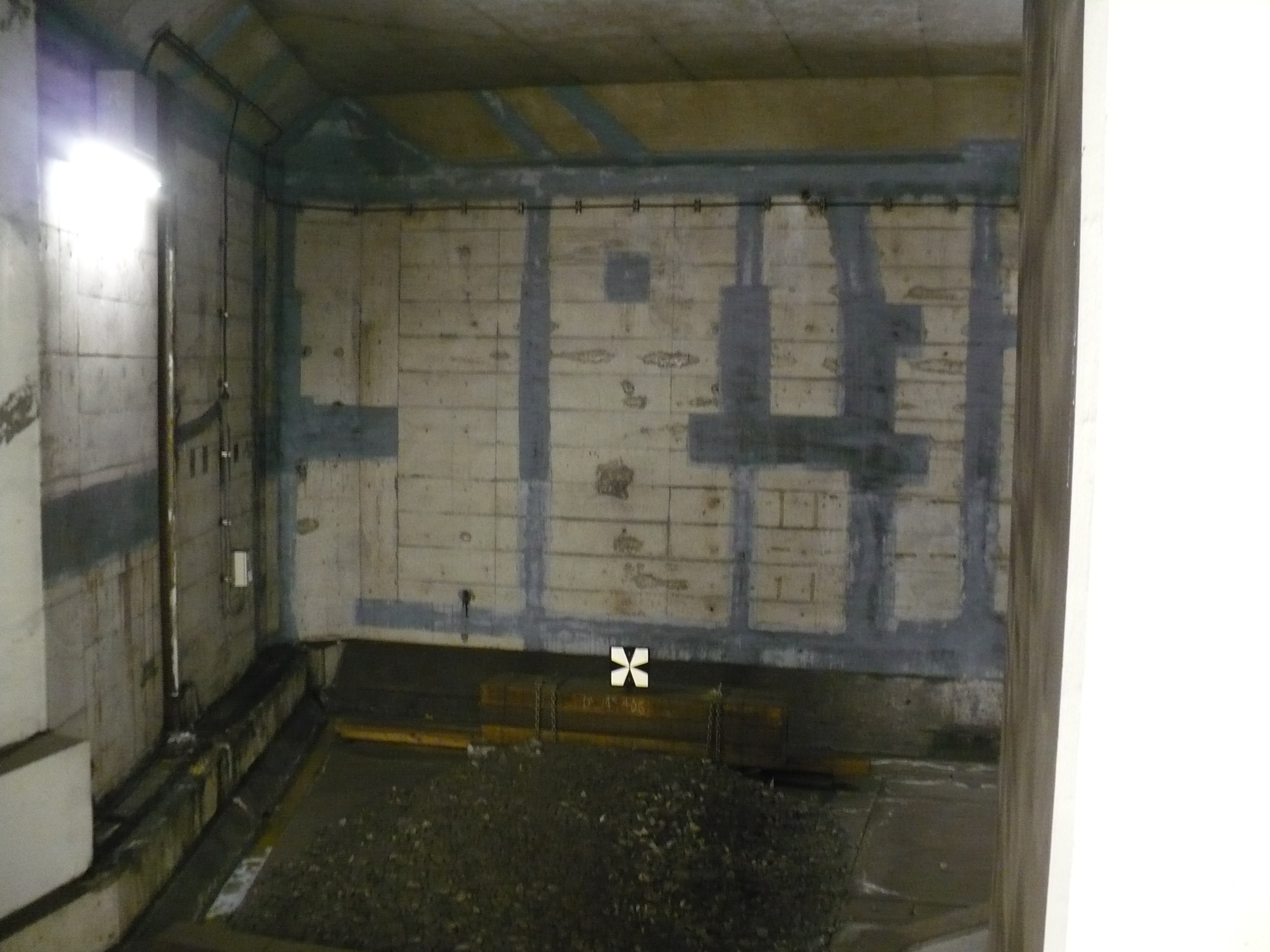
半蔵門線 住吉駅の豊洲方面からの合流部。現在は塞がれている。

### 住吉駅 - 押上駅 - 四つ木 - 亀有駅間及び11号線
8号線構想区間のうち、住吉駅 - 四つ木間は11号線（東京地下鉄半蔵門線）の延伸区間にも当たり、このうち住吉駅 - 押上駅間が営団地下鉄時代の2003年（平成15年）に半蔵門線として開業している。また、11号線は四つ木から分岐して松戸駅まで延伸する構想であるが、こちらも具体的な計画は進んでいない。なお、建設費は押上 - 松戸間で約3,800億円と試算されている。東京地下鉄では半蔵門線について、2003年（平成15年）の押上延伸を以って「全線開業」としている。
『東京地下鉄道副都心線建設史』（東京地下鉄、2009年）などに付属の地図では、押上から東向島駅方面に北進し、北東に向きを変えて四ツ木橋の上流側で荒川を渡り、曳舟川跡をなぞるように北北東へ向きを変え、お花茶屋駅付近で京成本線と交差し、亀有駅に向かう計画ルートが示されている。

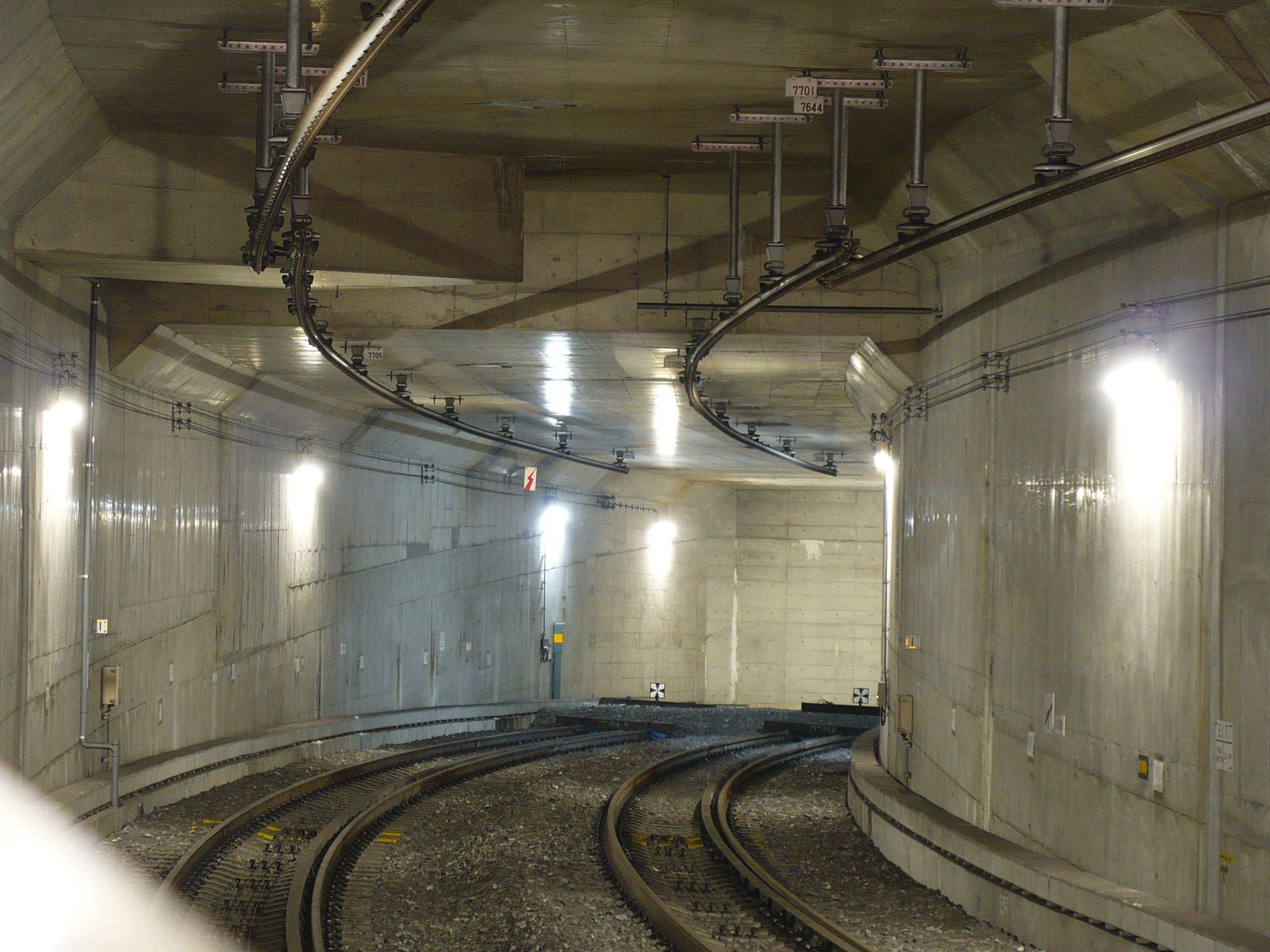
半蔵門線 押上駅の終端部。将来の延伸用に線路が準備されている

## 歴史
- 1968年（昭和43年） - 都市交通審議会答申第10号にて、東京8号線・東京11号線の計画が示される。
- 1972年（昭和47年） - 都市交通審議会答申第15号にて、東京8号線計画の終点側に豊洲 - 東陽町 - 住吉町 - 押上 - 亀有間が追加される。
- 1982年（昭和57年）1月29日 - 営団地下鉄が8号線 豊洲 - 亀有間 (14.7km) の鉄道事業免許を申請。
- 1985年（昭和60年） - 運輸政策審議会答申第7号にて、「東京8号線の建設及び複々線化」として、豊洲 - 住吉 - 押上 - 亀有 - 武蔵野線方面への延伸が答申（住吉 - 四つ木間は東京11号線と共用）。豊洲 - 亀有間の計画の目標年次は2000年（平成12年）とされ、亀有から先は今後新設を検討すべき区間とされる。また、東京11号線計画の終点側に深川扇橋 - 錦糸町 - 押上 - 松戸間が追加。
- 1988年（昭和63年）6月8日 - 有楽町線豊洲駅開業。
- 1993年（平成5年）
  - 5月18日 - 営団地下鉄が11号線 （水天宮前 - ）住吉 - 押上間の鉄道事業免許を申請。
  - 6月23日 - 11号線 水天宮前 - 押上間の第一種鉄道事業免許を取得。
- 2000年（平成12年）
  - 1月 - 運輸政策審議会答申第18号により、「東京8号線の延伸及び複々線化」として答申。計画の目標年次が2015年（平成27年）とされる。
  - 3月1日 - 営団地下鉄が8号線 豊洲 - 亀有間の鉄道事業許可を申請。
- 2003年（平成15年）
  - 3月19日 - （水天宮前駅 - ）住吉駅 - 押上駅間が半蔵門線として延伸開業。
  - 10月24日 - 地下鉄8号線建設促進並びに誘致期成同盟会臨時総会が開催。武蔵野線との接続駅を越谷レイクタウン駅とする[24]。
- 2005年（平成17年）8月24日 - 首都圏新都市鉄道つくばエクスプレスが開業。接続駅を八潮駅とする。
- 2007年（平成19年） - 2008年（平成20年）にかけて、都市鉄道整備等基礎調査を実施。八潮 - 野田市間の先行整備及びつくばエクスプレスとの直通運転化は、効果的な速達性向上施策であると評価される。
- 2022年（令和4年）
  - 1月28日 - 東京メトロが豊洲 - 住吉間の鉄道事業許可を申請[25]。
  - 3月28日 - 豊洲 - 住吉間の第一種鉄道事業許可を取得[18]。
- 2024年（令和6年）
  - 11月5日 - 豊洲 - 住吉間 着工[22]。